# Spectrum (Say My Name)
«Spectrum», también conocido como “Spectrum (Say My Name)” —en español: «Espectro (Di mi nombre)»— es una canción de la banda de indie rock británica Florence + the Machine incluida en su segundo álbum de estudio, Ceremonials. La canción fue escrita por Florence Welch y Paul Epworth quien, además, este último, estuvo a cargo de la producción. La canción fue lanzada como cuarto sencillo del álbum de 5 de julio de 2012 por Island Records. Comercialmente, se convirtió en el primer sencillo del grupo en alzarse con la primera posición en el UK Singles Chart, vendiendo 64.816 copias en su primera semana.

## Antecedentes y composición
La banda estrenó "Spectrum", junto con otras dos canciones del álbum, "Never Let Me Go" y "Heartlines", como parte de su repertorio de su concierto realizado para Brooklyn's Creators Project, el 15 de octubre de 2011, dos semanas antes del lanzamiento del álbum. La canción recibió comentarios positivos por parte de los críticos de la música, destacando la producción y la voz de Welch. Comercialmente, el sencillo se convirtió en el primer sencillo de la banda en alcanzar la primera ubicación en el UK Singles Chart, vendiendo alrededor de 65.000 copias. También obtuvo el número uno en Irlanda y Escocia y hasta el momento, alcanzó su mejor ubicación ingresando en entre las diez más populares de las listas musicales de Australia y Nueva Zelanda. El 25 de mayo de 2012, un video con la letra de la canción, fue lanzado en base al remix de Calvin Harris. La canción fue lanzada como quinto sencillo del álbum, el 5 de julio de 2012, y se difundió en las radios del Reino Unido, el 2 de julio de 2012.
Musicalmente, "Spectrum" es una canción downtempo Pop barroco y de indie pop, mientras que al empezar el coro de "Say My Name", suena una batería constante acompañando el ritmo de la canción durante el transcurso de la misma. Según con MusicNotes.com, publicado por Universal Music Publishing Group, la canción está en Si menor.

## Video musical
El video fue dirigido por el prestigioso director David LaChapelle, junto a John Byrne, y estrenado el 30 de mayo de 2012, siendo el regreso de LaChapelle quien dirige un video musical luego de cinco años. Muestra a unos bailarines desplegando su destreza alrededor de Florence, en la que interpreta a una especie de diosa egipcia. El coreógrafo John Byrne ha sido quien ha dirigido a este ballet en el que resalta una coreografía original. Esto junto a los decorados, que van desde un ambiente oscuro a unos rascacielos inundados en los que Florence es una diosa gigante a una habitación de uno de esos edificios.
Durante una entrevista, Welch habló de su colaboración con LaChapelle: “Ha sido un auténtico sueño trabajar con David LaChapelle. Coleccionaba sus libros cuando era adolescente y fantaseé con la idea de que dirigiera mi vídeo para ‘Spectrum’ desde el momento en que escribí la canción. Todavía no puedo creer que haya pasado de verdad y estoy encantada de que haya sentido esa conexión con la canción.” LaChapelle, por su parte, comentó: “Es una canción preciosa que realmente me ha llegado e inspirado para crear un video que haga juego con su poder el track está libre de escepticismo, ironía y la frialdad que uno encuentra en mucha música popular contemporánea. Es lo contrario este esta lleno de luz, positividad y auténtica alegría. Espero que pueda hacerle justicia a este conmovedor clásico moderno.”

## Lista de canciones
| Reino Unido — Descarga digital (Remixes EP) |                                                                     |          |  |
| N.º                                         | Título                                                              | Duración |  |
| 1.                                          | «Spectrum (Say My Name)» (Versión del Álbum)                        | 5:13     |  |
| 2.                                          | «Spectrum (Say My Name)» (Aluna George Remix)                       | 3:29     |  |
| 3.                                          | «Spectrum (Say My Name)» (Calvin Harris Extended Remix)             | 6:15     |  |
| 4.                                          | «Spectrum (Say My Name)» (Calvin Harris Radio Edit)                 | 3:38     |  |
| 5.                                          | «Spectrum (Say My Name)» (Maya Jane Coles Remix)                    | 5:00     |  |
| 6.                                          | «Spectrum (Say My Name)» (Taito Tikaro and Flavio Zarza Club Remix) | 7:26     |  |
| 7.                                          | «Spectrum (Say My Name)» (Taito Tikaro and Flavio Zarza Radio Edit) | 3:34     |  |

## Posicionamiento en listas y certificaciones
| Lista (2012)                          | Mejor posición |
| ------------------------------------- | -------------- |
| Alemania (Media Control AG)           | 54             |
| Australia (ARIA)                      | 4              |
| Bélgica (Flandes) (Ultratop 50)       | 2              |
| Bélgica (Valonia) (Ultratop 50)       | 11             |
| Dinamarca (Tracklisten)               | 35             |
| Escocia (The Official Charts Company) | 1              |
| Estados Unidos (Hot Dance Club Songs) | 1              |
| Francia (SNEP)                        | 154            |
| Hungría (Rádiós Top 40)               | 23             |
| Irlanda (IRMA)                        | 1              |
| Israel (Media Forest)                 | 4              |
| Nueva Zelanda (Recorded Music NZ)     | 2              |
| Países Bajos (Mega Single Top 100)    | 55             |
| Reino Unido (UK Singles Chart)        | 1              |
| Suecia (Sverigetopplistan)            | 36             |

| País          | Organismo certificador | Certificación    | Ref.   |
| ------------- | ---------------------- | ---------------- | ------ |
| Australia     | ARIA                   | Disco de Platino | [ 22 ] |
| Nueva Zelanda | RIANZ                  | Disco de Oro     | [ 23 ] |

### Sucesión en listas
| Predecesor: «This Is Love» de Will.i.am con Eva Simons | Irish Singles Chart — Sencillo número uno 19 de julio de 2012 — 1 de agosto de 2012        | Sucesor: «We'll Be Coming Back» de Calvin Harris con Example |
| Predecesor: «Payphone» de Maroon 5 con Wiz Khalifa     | UK Singles Chart — Sencillo número uno 21 de julio de 2012 — 10 de agosto de 2012          | Sucesor: «Heatwave» de Wiley con Ms D                        |
| Predecesor: «Don't Wake Me Up» de Chris Brown          | Scottish Singles Chart – Sencillo número uno 21 de julio de 2012 — 10 de agosto de 2012    | Sucesor: «We'll Be Coming Back» de Calvin Harris con Example |
| Predecesor: «Let's Have A Kiki» de Scissor Sisters     | Hot Dance Club Songs – Sencillo número uno 29 de septiembre de 2012 — 5 de octubre de 2012 | Sucesor: «Hello» de Karmin                                   |